# Digitális könyvtár
A digitális könyvtár digitális objektumok, dokumentumok rendezett gyűjteménye, amely a szerzői jogok tiszteletben tartásával igyekszik megőrizni és konzerválni a tartalmakat. Tramullas definíciója szerint: " A digitális könyvtár egy technikai eszközökkel fenntartott szisztéma, amely segítségével a digitalizált információ hozzáférhető és átadható, a gyűjteményt struktúrába rendezi, ezáltal kínálva minőségi, interaktív szolgáltatást a végfelhasználó számára." Ez számítástechnikai, digitális dokumentumokat feltételez, amelyek különböző internetes szolgáltatásokat igénybe vevő kommunikációs eszközökkel érhetőek el.
A digitális könyvtár koncepciójában hangsúlyos szerepet kap az informatika és a telekommunikáció integrálása. A szolgáltatott információ elsősorban PDF, DOC, JPG, BMP és MP3 formátumban elérhető, de találkozni egyéb formákkal is.
A digitális könyvtár egy információs tárhely az új generáció számára és az új technológiákon alapszik. A különbség csupán annyi, hogy míg a korábbiak mechanikus eljárásokon alapultak, az új rendszer automatizált, és ami pedig a legfontosabb, hogy távolról, internetes úton férhető hozzá az év 365 napján. Mindezek mellett megfelel az ISO szabványnak, illetve tiszteletben tartja a szerzői jogot és a szabadalmi és védjegyekre vonatkozó törvényeket.

## Karakterisztika
Ahhoz, hogy digitális könyvtárról beszélhessünk, szükség van van arra, hogy az információ rendelkezésre álljon függetlenül a tartózkodási helytől vagy attól, hogy ki felelős a feldolgozásért és tárolásért. A digitális könyvtárat alkotó anyagok lehetnek: könyvek, folyóiratok, kéziratok, hangfájlok, levelek, rajzok, térképek, fényképek vagy egyéb dokumentumok.
A digitális könyvtárnak 3 általános jellemzője van:
1. A kutatás, a tanítás és a tanulás fontos forrásait tartalmazó globális gyűjtemény.
2. Könnyű hozzáférést biztosít minden felhasználónak, a kezdőknek, a haladóknak és a szakembereknek egyaránt.
3. Olyan szakembereket kell szervezni a kezeléséhez és fenntartásához, akik az "intellektuális és kulturális örökség adminisztrátorainak" számítanak.

A könyvtár koncepciója térben és időben is érvényesül. A digitális - ebben a kontextusban - a könyvtár időbeli és térbeli viszonylagosságát jelzi, mivel a funkcionális korlátait nem a földrajzi helyzete szabja meg, az időbeli elérhetősége pedig a felhasználó igényeihez igazodik.
A digitális könyvtárak a legösszetettebb információs rendszerek közé tartoznak a multidiszciplinaritásuk szempontjából, vagyis a fejlesztésükért számos könyvtáros, informatikus, elektronikai mérnök és tudós dolgozik aktívan.
Fontos fejlesztési szempontok:
1. A szerzői jogok és a szellemi tulajdonra vonatkozó jogszabályok alapvető fontosságúak a digitális könyvtár létrehozása és védelme   szempontjából, és általában a fejlődés legnagyobb akadályai.
2. A metaadatok (adatok az adatokról) nagy jelentőséggel bírnak az információk keresésének és visszakeresésének megkönnyítésében, hiszen hatékony és pontos keresést tesznek lehetővé. Több metaadatrendszer létezik, köztük a Dublin Core.
3. A digitális könyvtárak fejlesztése során a nyílt forráskódú formátumokat (SGML, HTML, XML stb.) érdemes előnyben részesíteni, amelyek könnyebben manipulálhatók  vagy esetleg néhány nehezebben módosítható formátumot, mint például a PDF stb.[7]

Összefoglalva, a digitális könyvtár egy olyan koncepció, amely a hálózatba szervezés fontosságát hangsúlyozza, valamint felhasználja az internet nyújtotta előnyöket, mint az aszinkronizmus és a hipermedialitás. Ez egy megosztott tér, amely megőrzi a dokumentumok rendszerezett gyűjteményének sajátos funkcióit, de az információs és kommunikációs technológiák által növeli a kínált rugalmasságot. Ezért egy integráló koncepció, amely magában foglalja mind a hagyományos könyvtárat, mind az elektronikus könyvtárat.

## Története
Történelmi szempontból a könyvtár végigkísérte a technológiák fejlődését. Az ókorban az első könyvtárak gyűjteményei agyagtáblákból, majd az ókori Egyiptomból, Görögországból és Rómából származó papirusztekercsekből álltak össze. A középkorban megjelent a pergamen, amelyet egészen a 15. századig, a nyomtatás megjelenéséig használtak. A nyomtatott könyvek megnövekedett előállítása lehetővé tette a nyilvános könyvtárak megjelenését, azzal a céllal, hogy az olvasást az egész társadalom számára elérhetővé tegyék.
A 20. század végén a technológia alakulása és az internet elterjedése elektronikus, virtuális és digitális könyvtárak megjelenéséhez vezetett. Bár ezeket a kifejezéseket gyakran használják felcserélhetően, nem szabad összekeverni őket.

## A könyvtárak fajtái[8]
- Hagyományos könyvtár: A hagyományos vagy klasszikus könyvtár definíciója, ahogyan a neve is jelzi, olyan könyvtárakat foglal magába, amelyek nem, vagy minimálisan élnek az információs és kommunikációs technológiák alkalmazásával. Itt a hozzáférés papíralapú katalóguson, bibliográfiai referenciákon keresztül történik.
- Elektronikus könyvtár: Ez az, amely lehetővé teszi az információs bankok elektronikus formában történő elérését, a hagyományos könyvtárak automatizált katalógusainak segítségével. Így a felhasználók képesek reprodukálni a nyomtatott dokumentumot. Van egy olyan fizikai hely, ahol a felhasználók hozzáférhetnek a nyomtatott és a digitális forrásokhoz. Jellemző az információkeresési rendszer automatizálása. Ez nem kifejezetten elektronikus, inkább egy számítógépes vagy automatizált könyvtárnak felelne meg.
- Hibrid könyvtár: Ez a könyvtár az átmeneti időszakban született, amikor a digitális könyvtár alakulóban volt. Itt a nyomtatott és a digitális formátum együtt létezik, ezért lehetnek hagyományos és digitális szolgáltatások. Fenntartja a fizikai teret, anélkül, hogy megváltoztatta volna a könyvtár szerkezetét. Jelenleg sok könyvtár számítana hibridnek, amelyek gyűjteményekkel és hagyományos szolgáltatásokkal rendelkeznek, illetve gyűjteményük egy része digitális formában elérhető. A hibrid könyvtár fogalma a kilencvenes évek végén jelent meg, azonban teljesen elhasználódott, mára megértették, hogy a könyvtárak evolúciója már beépítette ezt a modellt.[9]
- Digitális könyvtár: A digitális könyvtár olyan beolvasott dokumentumok szervezett készlete, amelyek papíron eredetiek, és amelyek a beolvasási folyamat (digitalizálás) révén érik el digitális formájukat. Ez egy olyan könyvtár, amelyben a források jelentős része digitális formában érhető el számítógépeken keresztül. Számítástechnikai hálózaton keresztül nyújtják szolgáltatásaikat, függetlenül attól, hogy privát, vagy nyilvános hozzáférésű, mint például az internet. A digitális könyvtárak egy adott tárgyhoz vagy szakterülethez specializálódott gyűjteményekből állnak, és egy adott közösség felhasználóinak figyelembe vételével tervezik, függetlenül attól, hogy a hálózathoz csatlakozó felhasználók hozzáférhetnek-e. A legtöbb esetben az eredeti dokumentum papíron nem fontos, mert a felhasználónak a rendszerrel (könyvtár) való kölcsönhatása hálózatokon keresztül történik, és nem fizikailag. Egy digitális könyvtárban az információs erőforrások a hálózat különböző részein eloszthatók, de emellett gyakran fizikailag is fellelhetőek. A szolgáltatások egy adott intézményre jellemző terület szerint alakulnak, amely a meglévő nyomtatott, de digitalizált gyűjteményen alapszik.
- Virtuális könyvtár: A virtuális könyvtár elektronikus adatokat gyűjt, rendszerezi és felajánlja az olvasónak. A virtuális könyvtár minden szükséges, sokszor hagyományosnak számító szolgáltatást távolról tesz elérhetővé a felhasználóknak. Megfelel az információs és kommunikációs igényeknek; a fizikai tér nem szükséges ahhoz, hogy naprakész gyűjteményt tartsanak fenn széles, tematikus lefedettséggel. Az interneten keresztül elérhető, fizikailag nem létezik, nincs nyomtatott gyűjteménye vagy épülete, gyűjteményét a digitalizált dokumentumok és a  webhelyek tartalmai teszik ki.

Röviden, elektronikus könyvtárakról beszélhetünk, amikor egyes folyamatok és szolgáltatások automatizáltak, digitális könyvtárakról, amikor az állományt digitális formában is elérhetővé teszik. A virtuális könyvtár fogalma akkor értelmezhető, amikor a gyűjtemények és a könyvtári szolgáltatások különböző formákban integrálódnak egy hálózati térbe.
A digitális könyvtárak értéke a tartalmuk minőségétől és a tárolt adatokhoz való hozzáféréstől, valamint a szervezeti és irányítási rendszertől függ. Ehhez fontos a informatikusok, könyvtárosok, mérnökök és tudósok közötti együttműködés a digitális könyvtárak tervezésében. Az Európai Bizottság támogatja az ilyen projekteket a Delos által (Digitális könyvtár munkacsoport, Digital library working group). A digitális könyvtárak közös összefogása az ERCIM (European Research Consortium for Informatics and Mathematics) és az IFLA információkat gyűjt (tanulmányokat és projekteket támogat) a digitális könyvtár működéséről, fejlesztési céllal. Az Amerikai Egyesült Államok Kongresszusa és az UNESCO által létrehozott, 2009. április 21-én megnyitott Digitális Világkönyvtár (World Digital Library) nemzetközi digitális könyvtárként szolgál. Ez a digitalizált erőforrások széles körű gyűjteménye, amelyhez minden felhasználó hozzáférhet.
A digitális könyvtár magába foglal olyan elemeket, amely teljesen megkülönbözteti más könyvtáraktól. Egyes szerzők megfigyelték a digitális könyvtár alapvető elemeit. Salarelli kijelenti, hogy a digitális könyvtárhoz való hozzáférés két elemre épül: a technológia, amely megfelel a digitális gyűjteményhez szükséges infrastruktúrának és a dokumentumok szervezése.Véleménye szerint a digitális könyvtári szolgáltatások modellje ideális és készen áll, ha: a) technológiai infrastruktúra rendelkezésre áll; b) együttműködnek a digitális gyűjtemény létrehozásában, c) nem szükséges külön közvetítés a résztvevők között.

## Előnyök és hátrányok[10]
Előnyök:
- Elérhető a nap 24 órájában, az év 365 napján.
- A túlnyomó többség ingyenes vagy jóval alacsonyabb költséggel szerezheti meg így a könyveket, mint fizikai formában.
- Minden anyag elérhető anélkül, hogy megsértenénk a szerzői jogokat.
- Olyan eszközökkel rendelkezik a kereséshez, összehasonlításhoz, másoláshoz, kiemeléshez, amelyeket a hagyományos eszközökkel nehéz elérni.
- Több platformról (PC, tablet, okostelefon) elérhető bárhol és bármikor.
- Gyakran frissítik, aktualizálják a gyűjtemény anyagát

Hátrányok:
- A hiteles információkat nehezebb kiszűrni, ellenőrizni
- Egyesek a mai napig ragaszkodnak a fizikai formához.
- Nincsenek fizikai rekordok, mentések.

## Egyetemes virtuális könyvtárak az online oktatásban
Az IKT oktatásba való beépítésével olyan virtuális egyetemi könyvtárakat hoztak létre, amelyek lehetővé teszik virtuális tantermek használatát az online oktatásban. A virtuális osztálytermekhez hozzáadják a hallgatókat, akik ezáltal hozzáférnek a tanított tárgy kiegészítő anyagaihoz. Így a szükséges információk és dokumentumok - például digitális könyvek, cikkek, iratok, jogszabályok, szószedetek... stb. - beépülnek ezekbe a virtuális könyvtárakba.

## Az online könyvtárak forrásai a tanárok számára
A tanárok számos digitális könyvtárat találhatnak a hálózaton, amelyek megkönnyítik hallgatóik tanítási-tanulási folyamatát. Ezekben a terekben hozzáférhetnek olyan didaktikus forrásokhoz és eszközökhöz, amelyet osztályukban az átadott tartalom támogatásaként felhasználhatnak. A könyvtárak közül érdemes kiemelni néhány magyar példát:
- Digitális Tankönyvtár
- Magyar Elektronikus Könyvtár (MEK)
- Digitális Irodalmi Akadémia
- Elektronikus Periodika Adatbázis és Archívum (EPA)
- Digitális Képarchívum
- Magyar Digitális Képkönyvtár
- Országos Széchényi Könyvtár Digitális Könyvtára (OSZKDK)
- Magyar Digitális Múzeumi Könyvtár

## A digitális könyvtár előnyei az oktatásban
- A digitális könyvtárban olyan szolgáltatásokat kínálunk, mint például videók, fotók megtekintése, zene hallgatása, felmérésekhez, fórumokhoz való hozzáférés és még sok egyebet, amelyek mindegyike az értelmes tanulás elérését célozza.
- Számos katalógushoz, cikkekhez és nyílt nyilvántartáshoz hozzáférhetnek a felhasználók.
- Sok esetben hozzáférhetünk és letölthetünk olyan cikkeket és dokumentumokat, amelyek segítik a tanulási képességünk fejlesztését.
- A diákok megtanulhatják használni a technológia adta lehetőségeket.
- Ösztönzi a kutatást és a tartalom kritikus kiválogatását.

## Blogkönyvtárak[13]
A blogkönyvtárak egyre nagyobb hangsúlyt kapnak az oktatás világában, és kihasználják a blog képességeit és lehetőségeit, mint kommunikációs csatornát a felhasználók (diákok) és a könyvtár közötti kapcsolat kialakításában.  Emellett az olvasást és az írást ösztönzik, a párbeszéd, a kreativitás és a tanulás platformjává válnak.
- Párbeszédek tere:  a párbeszéd a blogok alapja. Tekintettel erre a helyzetre, a könyvtár kihasználhatja a blogok lehetőségeit, hogy interaktív kapcsolatokat hozzanak létre a felhasználóikkal. Jelenthet eseményeket, adhat hozzá releváns információkat, és még vitafórumot is létrehozhat, amely információkkal szolgál vélemények formájában.
- A létrehozás tere: Az írás és az olvasás különböző tevékenységekkel, például az úgynevezett "olvasási műhelyekkel" ösztönözhető. Az interneten megtalálható az olvasási útmutató, ahol ajánlott egy sor könyv, olyan dokumentumok, amelyek közvetlenül a digitális könyvtárból érhetők el. Miután az olvasás befejeződött, a választott könyv által létrejött tapasztalatot írásban fejezik ki a tevékenységhez létrehozott térben.
- Tanulási terek: A blogkönyvtár lehetővé teszi számunkra, hogy interaktív, érdekes, izgalmas és szórakoztató tevékenységeket folytassunk, amelyek mindig a tanulás kétirányúságát szolgálják, így fantasztikus oktatási légkört teremtenek. Olyan cselekvések, amelyekben mindenekelőtt a kommunikációs képesség érvényesül.

## World Digital Library
A World Digital Library (WDL) egy nemzetközi digitális könyvtár, melyet az UNESCO és az Amerikai Egyesült Államok nemzeti könyvtára, a Kongresszusi Könyvtár kezel.
A WDL küldetése, állítása szerint, hogy elősegítse a nemzetek és kultúrák közti megértést, növelje az interneten fellelhető kulturális tartalmak mennyiségét és változatosságát, anyagot biztosítson az oktatók, kutatók és az érdeklődő közösségek számára, illetve hogy növelje a kapacitást a társintézményekben, hogy szűkítse a digitális szakadékot az országokban és között.
Célul tűzte ki, hogy bővítse a nem angol nyelvű, illetve nem nyugati eredetű tartalmakat az interneten, és hogy hozzájáruljon kutatásokhoz.
A könyvtár olyan jelentős tartalmak internetes elérhetőségét akarja biztosítani, ingyen és több nyelven, a világ minden kultúrájából, mint például kéziratok, térképek, ritka könyvek, kották, felvételek, filmek, nyomtatványok, fényképek, tervrajzok ... stb.
A WDL megnyitásakor 1236 anyagot tartalmazott. Kora 2018-ban ez a szám már több mint 18000 lett, mely anyagok közel 200 országból származnak, és egészen Krisztus előtt 8000-ig nyúlnak vissza.
Megállapíthatjuk, hogy a World Digital Library ma az egyik legfejlettebb digitális könyvtárnak számít a világon.